# 가마쿠라시
가마쿠라시(일본어: 鎌倉市 가마쿠라시[*])는 일본 가나가와현 미우라반도 서쪽에 있는 시이다.

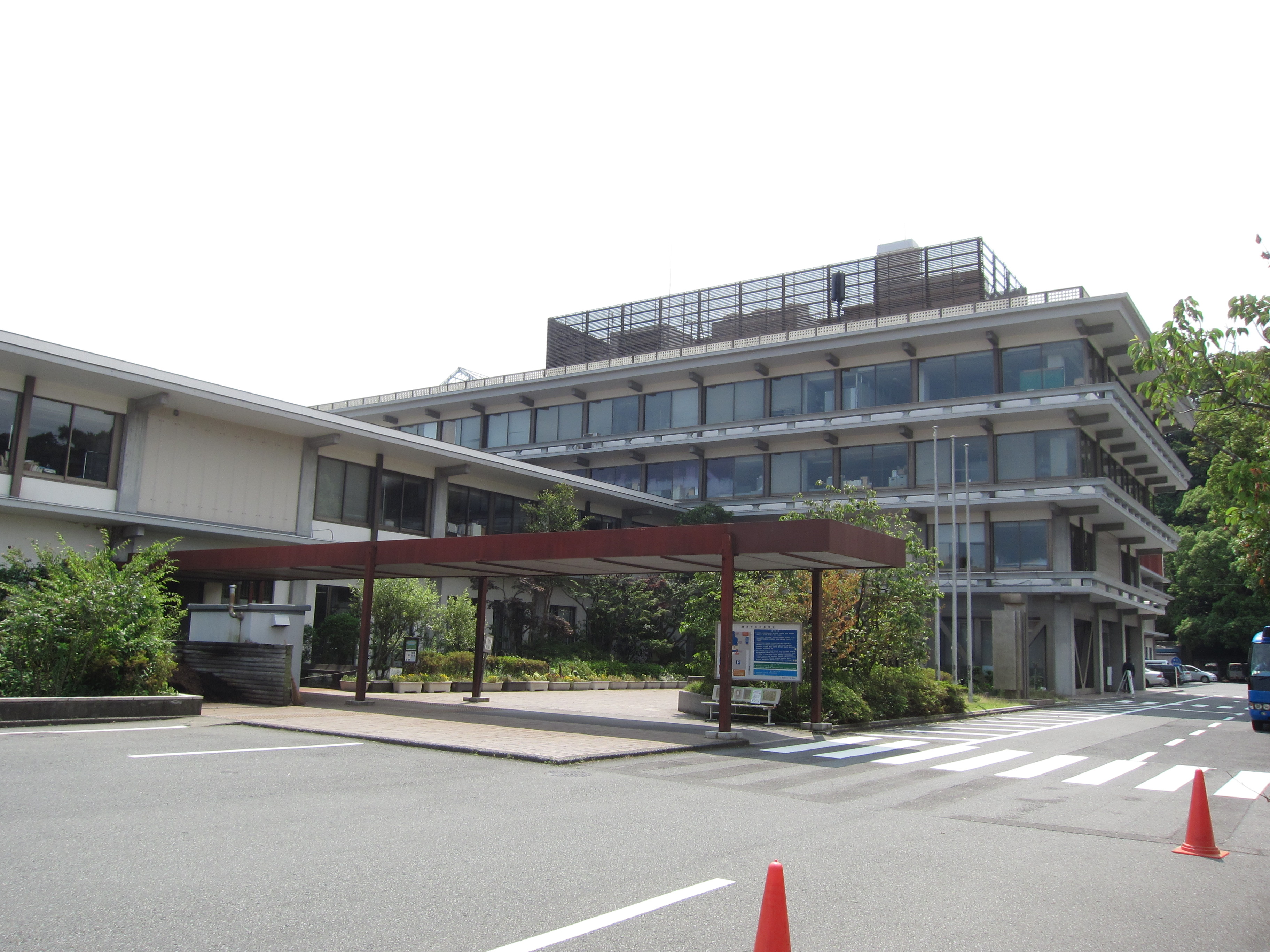
가마쿠라시청

## 지리
요코하마시의 남서쪽, 후지사와시의 동쪽, 즈시시의 북서쪽에 위치하고 남쪽은 사가미만과 접한다. 삼면이 야트막한 산으로 둘러싸여 있고 앞으로는 바다가 있는 천혜의 요새로, 옛날에는 가마쿠라 막부가 설치되기도 했던 정치의 중심지였다. 다만 옛 고시고에정(腰越町)이나 오후나정(大船町) 등 이른바 '삼면이 산으로 둘러싸인 가마쿠라'의 바깥에 위치하는 지역도 가마쿠라시에 포함된다. 후지사와시에서 해안으로 연결되어 있어 여행자들은 쇼난(湘南) 지역의 일부로 간주하는 경우가 많지만, 현지에서는 정의가 애매한 '쇼난'이라는 호칭보다 역사적으로 널리 알려져 있을 뿐 아니라 범위도 보다 간단하게 한정되는 '가마쿠라'라는 호칭을 좋아하는 사람이 많다.

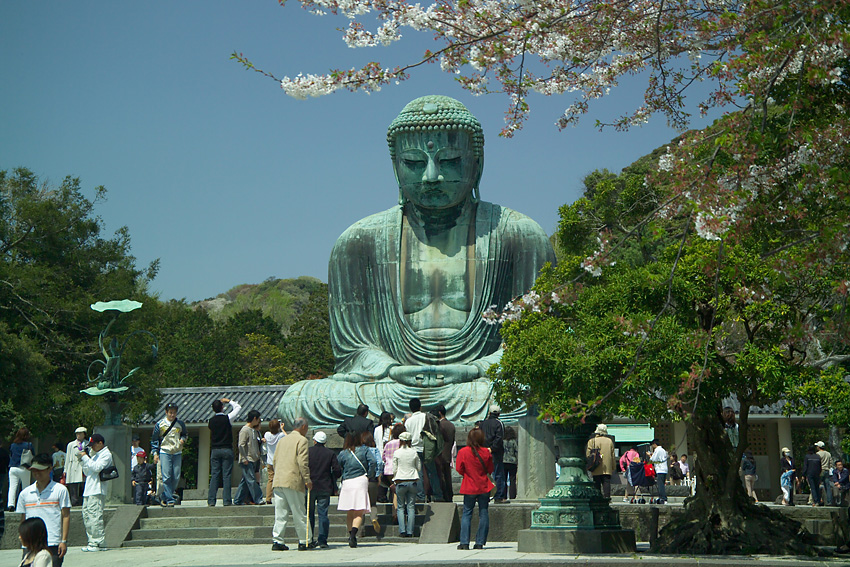
고토쿠인의 가마쿠라 대불

많은 역사 유적을 가진 '고도(古都)'임에도 불구하고 무로마치 시대 중기 이후로 쇠퇴하여 '도시'로서의 가마쿠라의 역사는 이어지지 못했다. 에도 시대 후기에는 지역 내의 신사와 사찰에 많은 참례객이 모여들기도 했지만, 메이지 시대 초기까지도 이른바 가마쿠라 대불(고토쿠인)이나 하세데라(長谷寺)를 포함한 하세 지구에만 도시적인 취락이 분포하고 있었을 뿐, 지금과 같은 가마쿠라시의 중심 시가지는 형성되어 있지 않았다.
메이지 시대 초기에 지금의 가마쿠라시 지역을 포함한 가마쿠라군을 관할하는 군청이 도쓰카(戶塚, 현 요코하마시 도쓰카구)에 설치되었다. 메이지 시대 중기 이후로는 주로 휴양지, 별장지로 이용되었고 쇼와 시대 이후에는 관광지로서 '도시' 가마쿠라는 발전하게 되었다. 따라서 중세 이후의 도시 경관이라고 할 수 있는 건축물은 전혀 존재하지 않지만, 대신 문화유산으로서의 가치가 높은 중세 도시의 옛 건축물이 많은 지역이라고 할 수 있다.

## 역사

가마쿠라에 최초의 무가정권을 수립한 미나모토노 요리토모

평야가 많은 간토 지방에서 찾아보기 힘든 천연 요새 지형을 갖추고 있어 일찍부터 고대의 시모쓰케국에 가마쿠라군(鎌倉郡)이 설치되었으며, 또 호족 가마쿠라씨(鎌倉氏) 가문의 본거지이기도 했다. 일본의 가장 오래된 역사책 《고사기》에서 야마토타케루의 아들인 아시카가노미와케 왕(足鏡別王)이 「가마쿠라노 와케(鎌倉之別)의 조(祖)」가 되었다고 기록되어 있는 것이 일본 역사상 가마쿠라에 대한 가장 오래된 기술이다.
헤이안 시대 후기에 다이라노 다다쓰네(平忠常)의 난(1028년)을 진압한 미나모토노 요리노부(源賴信)의 공에 따라 그의 아들 요리요시(賴義) 때 당시 기나이의 가와치국 이시카와군(지금의 오사카부 하비키노시)을 본거지로 하는 가와치 겐지(河內源氏)의 영지가 되었다. 요리요시의 맏아들이자 가와치 겐지의 3대 도료(棟梁, 당주)였던 요시이에(義家)의 4세손에 해당하는 인물이 바로 미나모토노 요리토모이며 일본 최초의 무사정권인 가마쿠라 막부를 이곳에서 처음 연 이후 막부의 요직에 임명된 유력 고케닌들이 가마쿠라에 주거지를 지었고, 바다와 접해 있다는 장점을 살려 해상 교역도 융성하였을 뿐 아니라(가마쿠라 가도라 불리는 교통로도 이때 정비되었다) 종교적 중심지 역할을 했던 '가마쿠라 5산(山)'으로 불리는 사찰들도 있어 가마쿠라는 간토의 정치ㆍ경제ㆍ문화 중심지로 거듭나게 되었다.
1225년에 싯켄(執權)이 된 호조 야스토키는 렌쇼(連署)와 효조슈(評定衆)를 두어 막부 내의 합의 체제를 확립하였으며, 정권의 중심지를 요리토모 이래의 오쿠라(大倉)에서 우쓰노미야즈시(宇都宮辻子)로 옮겼다. 1232년에는 무사의 관습법을 성문화한 고세이바이시키모쿠(御成敗式目)를 제정해 막부의 체제를 다졌다. 1333년에 고다이고 천황의 막부 타도 계획에 호응한 고즈케국(지금의 군마현)의 닛타 요시사다는 분바이가와라(分倍河原) 등지에서 가마쿠라 막부를 좌지우지하던 호조 가문의 군사를 격파하고 가마쿠라로 진격해 야스토키 이래 호조 가문의 보리사(菩提寺)였던 도쇼사(東勝寺)에서 호조 가문을 멸망시켰다(1953년의 도쇼사 조사에서는 무수히 많은 자상을 입은 인골이 발굴되기도 했다).
'겐무 신정'으로 불리는 천황 친정이 시작되면서 교토로 소환된 요시사다 대신에 앞서 로쿠하라 단다이(六波羅探題) 같은 옛 가마쿠라 막부의 관인들을 멸하는 등 막부 타도에 많은 공을 세웠던 아시카가 다카우지의 동생 아시카가 다다요시와 그 일족인 호소카와(細川) 가문 등이 친왕을 받들어 가마쿠라 쇼군부(鎌倉將軍府)가 성립하였다. 얼마 지나지 않아 호조 가문의 잔당들이 일으킨 나카센다이의 난으로 가마쿠라가 함락되자 다카우지는 토벌을 위해 나섰지만, 이후 군사를 돌려 천황의 신정체제에 반기를 들고 가마쿠라에서 독자적인 논공행상을 행했으며, 자신을 추토하러 나선 요시사다 등을 쳐부수고 교토에서 북조를 세워 새로운 무가정권을 수립, 가마쿠라에는 자신의 아들 요시아키라(義詮)를 파견했다. 하지만 집안 내부의 다툼이 간노(觀應)의 요란(擾亂)으로 불리는 내전으로까지 발전하면서 요시아키라는 교토로 소환되었고 대신 다카우지의 둘째 아들 모토우지가 가마쿠라에 파견되어 가마쿠라부를 설치, 이후 가마쿠라 구보(鎌倉公方)로서 간토를 통치하게 되었다.
가마쿠라 구보는 이후 무로마치 막부와 대립하게 되었는데, 가마쿠라 구보를 보좌하는 간토 관령과도 대립이 생겨 우에스기 젠슈(上杉禪秀)의 난, 에이쿄(永享)의 난, 유키 전투(結城合戰) 등의 소란이 일어난다. 1455년에는 교토쿠의 난으로 아시카가 시게우지가 시모사국의 고가로 옮겨 고가 구보를 세우면서 가마쿠라는 쇠퇴한다. 센고쿠 시대에는 오다와라의 호조 소운이 가마쿠라에 진출해 다마나와성을 쌓아 사가미국 동부의 거점으로 삼았는데, 아와의 사토미 가문이나 우에스기 겐신, 다케다 신겐 등에게 종종 침공을 받았지만 그때마다 격퇴하였다. 호조 가문이 멸망한 뒤에는 도쿠가와 이에야스의 지배하에 들어갔다.
근세에는 에도가 간토의 중심이 되었고, 에도 시대에는 가마쿠라 각지의 지샤가 차례대로 부흥하기 시작했다. 에도의 서민들에 의해 조직된 오야마의 아후리 신사, 에노시마의 에지마 신사 등에의 참배를 목적으로 하는 '고(講)'가 결성되면서, 순례자들이 들르는 곳으로 관광 루트에 포함되었던 것이 메이지 시대인 1889년에 군항이 있는 요코스카를 도쿄와 연결할 목적으로 요코스카선이 개통되고 가마쿠라는 그 경유지가 됨으로써, 관광지로서의 성격이 급격히 강해져 갔다. 또 도쿄에서 가까운 별장지로 황족이나 귀족, 정ㆍ재계 유력 인사 등의 일부가 가마쿠라에 별장을 지었고, 이들을 상대로 하는 관광 산업이 발전해 갔다.
이보다 앞서 1883년에는 '위생'이라는 단어를 일본에서 최초로 의학적 분야에서 사용한 나가요 센사이(長與專齋)가 가나가와현 가마쿠라의 바다를 지형적인 특징에서 볼 때 해수욕장으로 최적인 장소라고 소개했다. 당시는 해수욕이 의료 효과를 가진다고 여겨졌고 나가요의 소개도 행락적인 관점이 아닌 의료적인 관점에 의한 것이었지만, 오늘날에는 해수욕은 의료 효과가 별로 없는 것으로 인식되어 유이가하마(由比ヶ浜)나 자이모쿠자(材木座) 해안 같은 해수욕장은 주로 행락객을 대상으로 운영되며 일반적으로 '쇼난'의 일부로 인식되고 있다.
1923년 9월 1일에 일어난 간토 대지진으로 가마쿠라도 큰 피해를 입었다.
쇼와 시대에 들어 가마쿠라는 예술가들의 도시가 되었다. 이미 1889년에 요코스카선이 개통되어 가마쿠라가 수도 도쿄의 통근권에 들게 되었기에 도쿄에 소재지를 두었던 출판사와도 오가기 용이했을 뿐만 아니라, 간토 대지진의 피해가 극심했던 도쿄를 떠나 일본의 저명한 작가나 문인 가운데 일부가 도쿄에 비하면 그나마 피해가 덜한 편이었던(물론 쓰루가오카하치만구의 붕괴 등 가마쿠라가 입은 피해도 만만치 않았음) 가마쿠라로 이주하고, 패전 후에는 가와바타 야스나리나 구메 마사오(久米正雄), 다카미 슌(高見順)이나 나카야마 기슈(中山義秀) 등이 이곳에서 대본실(貸本屋) 「가마쿠라 문고(鎌倉文庫)」를 꾸리는 등 '가마쿠라 문사(文士)'라는 단어까지 생겨났다. 1936년에는 일본의 영화ㆍ연극 회사인 마쓰타케(松竹)가 촬영소를 가마타에서 오후나로 옮겨 '오후나 촬영소'가 개설되면서 영화업계 관계자들이 가마쿠라에 거주하는 사례가 늘어났다.
1939년에 가마쿠라정과 고시고에촌이 합병하여 가마쿠라시가 되었다. 그러나 한편으로는 1928년의 가마쿠라야마(鎌倉山)의 분양을 시작으로 1930년 요코스카선의 전철화 이후, 패전 뒤까지 가마쿠라에서는 대규모의 주택 개발이 이루어지게 되었고 도쿄 근교 주택지의 성격이 강해져 갔다. 특히 일본의 고도 경제성장기 대규모 개발의 물결은 '쇼와의 가마쿠라 공격'으로까지 불릴 정도이다. 이 무렵에 일어난 쓰루가오카 하치만구 뒤편에 있는 미타니(御谷) 계곡의 개발을 중지할 것을 요구했던 작가 오사라기 지로(大佛次郞)를 중심으로 한 시민운동은 이후 일본에서 고도보존법(古都保存法)을 제정하게 되는 계기가 되었다.

## 교통

### 철도
- 동일본 여객철도
  - 요코스카선
  - 도카이도 본선
  - 네기시선(게이힌 도호쿠선)
- 쇼난 모노레일
  - 에노시마선
- 에노시마 전철
  - 에노시마 전철선

### 도로
- 국도 134호선

## 인구
| 연도 | 인구    | ±%     |
| ---- | ------- | ------ |
| 1920 | 29,692  | —      |
| 1930 | 42,206  | +42.1% |
| 1940 | 56,598  | +34.1% |
| 1950 | 85,391  | +50.9% |
| 1960 | 98,617  | +15.5% |
| 1970 | 139,249 | +41.2% |
| 1980 | 172,629 | +24.0% |
| 1990 | 174,307 | +1.0%  |
| 2000 | 167,583 | −3.9%  |
| 2010 | 174,314 | +4.0%  |
| 2020 | 172,710 | −0.9%  |

## 자매 도시
- 일본 나가노현 우에다시
  - 1979년 11월 5일
- 일본 도치기현 아시카가시
  - 1982년 4월 26일
- 일본 야마구치현 하기시
  - 1979년 11월 2일
- 프랑스 니스
  - 1966년 11월 9일

### 우호 도시
- 중국 간쑤성 둔황시
  - 1998년 9월 28일

## 픽션
- 슬램덩크
- 코메트상